# Dedric Dukes
Pour les articles homonymes, voir Dukes.
Dedric Dukes (né le 4 février 1992 à Miami) est un athlète américain, spécialiste des épreuves de sprint. 

## Biographie
Lors des championnats du monde cadets de 2009, à Bressanone, en Italie, il se classe quatrième de l'épreuve du 200 m, et premier du « relais medley » en compagnie de ses coéquipiers américains.
Étudiant à l'Université de Floride, il remporte les titres NCAA 2013 du relais 4 × 100 m et du relais 4 × 400 m pour le compte des Florida Gators.
Le 4 avril 2014, à l'occasion des Florida Relays de Gainesville en Floride, Dedric Dukes descend pour la première fois de sa carrière sous les vingt secondes au 200 m en établissant la meilleure performance mondiale de l'année en 19 s 97. Lors de cette même compétition, il porte son record personnel sur 100 m à 10 s 27.

### Records
| Épreuve | Performance | Lieu        | Date         |
| ------- | ----------- | ----------- | ------------ |
| 100 m   | 10 s 27     | Gainesville | 4 avril 2014 |
| 200 m   | 19 s 97     | Gainesville | 4 avril 2014 |